# Trebižat (Čapljina, BiH)
Trebižat je naseljeno mjesto u gradu Čapljini, Federacija BiH, BiH.

## Povijest
Sve do 40-tih godina 19. stoljeća područje na kojem se nalazi selo Trebižat bilo je nenaseljeno. Danas nije poznato leksičko značenje samog imena Trebižat, ali je pored mnogih zapisa, zanimljivo je mišljenje profesora B. Rupčića, koji navodi da je naziv Trebižat mogao nastati od jedne talijanske (danas zastarjele) riječi Il trebizatto, što znači jegulja. Naime dr. Carl Patsch, poznati austrijski arheolog i povjesničar, koji je istraživao ova područja navodi da se odavnina rijeka koja protječe kroz ovo selo naziva Trebižat. Rijeka je bogata ribom, osobito jeguljom koja se u jesen lovi u velikim količinama, pa je moguće da je rijeka zbog tog ulova jegulje dobila ime Il trebizatto. Velika i mala Gradina te «gomile-tulumi» naslaganog kamena i ostaci zidova, pokazuju da se tu život razvijao u prapovijesno doba. Pronalasci atipičnih kremenih artefakata su dali povod za pretpostavku da su na ovim područjima živjele pretkeramičke kulture 13 000 godina prije Krista. Stoga ime Trebižat se veže uz sakralne običaje kada su ljudi često podnosili žrtve božanstvima i ta su mjesta nazivali «trebja», a istim imenom su nazivani svećenici iz tog vremena. 
Selo Trebižat se do Ali-paše Rizvanbegovića ne spominje kao naseljeno mjesto. Naime, Ali-paša početkom 19 stoljeća dolinu rijeke Trebižat je učinio plodnom, što se vidi iz izvješća austrijskog inženjera Lukinija iz 1845. godine, kojeg je Namjesnik za Dalmaciju poslao da pregleda polje i to na zamolbu Ali-paše Rizvanbegovića. Pretvaranjem močvare u plodno polje dolaze i prvi doseljenici u Trebižat. Prve zabilješke u crkvenim knjigama o Trebižatu datiraju iz 1846. godine kada su se masovnije seljaci iz Brotnja počeli doseljavati u Trebižat.

## Rijeka Trebižat
Rijeka Trebižat, jedina ponornica u Europi koja 9 puta nestaje u hercegovačkom kamenu, te ponovno izvire. Duga je od svojega izvora u Peć-Mlinima do ušća u Neretvu u Strugama (Čapljina) 50 km i svojim najdužim dijelom prolazi i pored sela Trebižat odnosno kroz Trebižatsko polje. Ona je nastavak toka od Posušja (Tribistovo, kota 903), tako da je susrećemo pod devet imena kako slijedi: Culuša – Ričina – Brina – Suvaja (Posušje) – Matica – Vrlika (Imotski) – Tihaljina – Mlade – Trebižat (Ljubuški).

## Stanovništvo

### Popisi 1971. – 1991.
| Trebižat           |                |                |                |
| godina popisa      | 1991.          | 1981.          | 1971.          |
| Hrvati             | 1371 (97,99 %) | 1238 (98,41 %) | 1171 (99,23 %) |
| Muslimani          | 9 (0,64 %)     | 0              | 0              |
| Srbi               | 1 (0,07 %)     | 8 (0,63 %)     | 7 (0,59 %)     |
| Jugoslaveni        | 11 (0,78 %)    | 5 (0,39 %)     | 0              |
| ostali i nepoznato | 7 (0,50 %)     | 7 (0,55 %)     | 2 (0,16 %)     |
| ukupno             | 1399           | 1258           | 1180           |

### Popis 2013.
| Trebižat           |                |
| godina popisa      | 2013.          |
| Hrvati             | 1271 (99,92 %) |
| Bošnjaci           | 0              |
| Srbi               | 0              |
| ostali i nepoznato | 1 (0,08 %)     |
| ukupno             | 1272           |

## Gospodarstvo
Žitelji Trebižata su se od postanka sela bavili stočarstvom i zemljoradnjom. 50-tih godina prošlog stoljeća zemljoradnja dostiže svoj vrhunac, kada je Trebižat bio veliki proizvođač ranog povrća i jedini proizvođač paprike na području u Hercegovini. Jačanje ekonomske moći, utjecalo je na društvene, kulturne i sve druge aktivnosti u selu. Trebižat je tada već imao značajan postotak školovanih ljudi i visoko obrazovanih žitelja koji su uveliko doprinosili napretku sela. 
Poslije II svjetskog rata, koji je svugdje donio samo razaranja i uništenja, Trebižat se ubrzano oporavio i razvio. Tako je 1950 godine sagrađen Zadružni dom kasnije nazvan Dom kulture.

## Kultura
Početak kulturnog rada u selu vezan je za 1919. godinu kada se u selu formira pučka čitaonica, pjevačko, sviračko i plesno društvo, a sve je počelo od jedne tamburice povratnika iz Amerike, Vidaka Dragičevića čije su zvuke i pjesmu glazbeno nadareni Trebižaćani podupirali, te iz čega se rodila pomisao o organiziranom širenju kulture.
Danas u sklopu HKUD-a "Seljačka sloga" djeluje limeni orkestar, folklor, muška i ženska klapa, te maškarska skupina.

## Poznate osobe
- Valentin Ivanković, hrv. iseljenički djelatnik i dužnosnik
- Vladimir Pavlović, pjesnik

## Vanjske poveznice
- HKUD "Seljačka sloga" Trebižat